# Exorista nigrita
Exorista nigrita là một loài ruồi trong họ Tachinidae.